# Deszczownik
Deszczownik (Hylaeamys) – rodzaj ssaków z podrodziny bawełniaków (Sigmodontinae) w obrębie rodziny chomikowatych (Cricetidae).

## Rozmieszczenie geograficzne
Rodzaj obejmuje gatunki występujące w Ameryce Południowej.

## Morfologia
Długość ciała (bez ogona) 80–174 mm, długość ogona 89–162 mm, długość ucha 18–28 mm, długość tylnej stopy 26–35 mm; masa ciała 35–97 g.

## Systematyka
Rodzaj zdefiniował w 2006 roku brazylijsko-amerykański zespół teriologów (Brazylijczycy Marcelo Weksler, Alexandre Reis Percequillo oraz Amerykanin Robert S. Voss) w artykule poświęconym opisowi dziesięciu nowych rodzajów ryżniakopodobnych gryzoni opublikowanym w czasopiśmie American Museum novitates. Gatunkiem typowym jest (oryginalne oznaczenie) deszczownik wielkogłowy (H. megacephalus).

### Etymologia
Hylaeamys: hylaea – termin użyty przez Alexandra von Humboldta na określenie tropikalnych nizin wschodnio-andyjskiej Ameryki Południowej; gr. μυς mus, μυoς muos ‘mysz’.

### Podział systematyczny
Takson wyodrębniony na podstawie badań filogenetycznych z Oryzomys. Do rodzaju należą następujące gatunki:
| Grafika | Gatunek                | Autor i rok opisu                                | Nazwa zwyczajowa          | Podgatunki         | Rozmieszczenie geograficzne | Podstawowe wymiary                                | Status IUCN |
| ------- | ---------------------- | ------------------------------------------------ | ------------------------- | ------------------ | --- | ------------------------------------------------- | ----------- |
|         | Hylaeamys perenensis   | (J.A. Allen, 1901)                               | deszczownik nocny         | gatunek monotypowy | wschodnie Andy i zachodnia Nizina Amazonki (środkowa i wschodnia Kolumbia, wschodni Ekwador, wschodnie Peru, zachodnia Brazylia i północno-zachodnia Boliwia; zakres wysokości: 65–1000 m n.p.m.     | DC: 8,1–16,9 cm DO: 9,4–15,4 cm MC: 45–84 g       | LC          |
|         | Hylaeamys yunganus     | (O. Thomas, 1902)                                | deszczownik amazoński     | gatunek monotypowy | Nizina Amazonki (środkowa i południowo-wschodnia Kolumbia, południowa Wenezuela, region Gujana, wschodni Ekwador, wschodnie Peru i Brazylia do środkowej Boliwii); zakres wysokości: 0–2000 m n.p.m. | DC: 11,5–14,9 cm DO: 10,7–12,8 cm MC: 35–53 g     | LC          |
|         | Hylaeamys megacephalus | (G. Fischer, 1814)                               | deszczownik wielkogłowy   | gatunek monotypowy | wschodnia i południowa Wenezuela, Trynidad i Tobago (Trynidad), region Gujana, północna, środkowa i południowo-wschodnia Brazylia oraz wschodni Paragwaj; zakres wysokości: 15–1100 m n.p.m.         | DC: 8–15,8 cm DO: 9–13,8 cm MC: około 42 g        | LC          |
|         | Hylaeamys tatei        | (Musser, Carleton, Brothers & A.L.Gardner, 1998) | deszczownik podgórski     | gatunek monotypowy | endemit Ekwadoru (kilka miejsc wzdłuż górnego biegu rzeki Pastaza (wschodnie zbocze Andów)); zakres wysokości: 1160–1750 m n.p.m.                                                                    | DC: 11,8–13,7 cm DO: 12,7–18,9 cm MC: brak danych | DD          |
|         | Hylaeamys oniscus      | (O. Thomas, 1904)                                | deszczownik prosionkowaty | gatunek monotypowy | endemit Brazylii (na północ os rzeki São Francisco (Paraíba, Pernambuco i Alagoas); zakres wysokości: 0–400 m n.p.m.                                                                                 | DC: 14–16,2 cm DO: 13,5–16,2 cm MC: 57–95 g       | NT          |
|         | Hylaeamys acritus      | (L.H. Emmons & Patton, 2005)                     | deszczownik naziemny      | gatunek monotypowy | endemit Boliwii (ograniczony do wschodnich dopływów rzeki Iténez (Beni i Santa Cruz); zakres wysokości: około 700 m n.p.m.                                                                           | DC: 13,1–15,2 cm DO: 11–13 cm MC: około 57 g      | DD          |
|         | Hylaeamys seuanezi     | (Weksler, Geise, & Cerqueira, 1999)              | deszczownik atlantycki    | gatunek monotypowy | endemit Brazylii (wschodnia Mata Atlântica od Bahii do północnego Rio de Janeiro); zakres wysokości: 0–300 m n.p.m.                                                                                  | DC: 12,2–17,4 cm DO: 10–15,7 cm MC: 51–97 g       | VU          |

Kategorie IUCN:  LC  – gatunek najmniejszej troski,  NT  – gatunek bliski zagrożenia,  VU  – gatunek narażony,  DD  – gatunki o nieokreślonym stopniu zagrożenia.